# 佐々木眞奈美のあっぺとっぺファーマシー
佐々木眞奈美のあっぺとっぺファーマシー（ささきまなみのあっぺとっぺファーマシー）は、東北放送（tbcラジオ）で放送されているラジオ番組。佐々木眞奈美の冠番組である。2020年10月3日放送開始。

## 概要
身のまわりの「あっぺとっぺ」な人やモノを 面白がろう、をコンセプトとしたバラエティ番組。
本来の仙台弁では「ちぐはぐ」「とんちんかん」という意味を指すが、当番組では「愛嬌ある人気者」「時々、失敗や思い違いをやらかし、笑いをふりまく人」という意味として用いている。

## パーソナリティ
- 佐々木眞奈美

## 主なコーナー
- 眞奈美の薬剤師に聞いてみよう

佐々木が現役薬剤師であることから、リスナーの薬に関する相談に答えるコーナー。
- ペットの気持ちもあっぺとっぺ

犬や猫などの動物の気持ちを代弁した内容を紹介するコーナー。時々、電化製品やベッド等の無機物の気持ちを代弁したメッセージが紹介されることもある。
- 宮城弁だよ歌謡曲

曲のサビなどを宮城弁に変換したメッセージを寄せ、それを佐々木が歌うコーナー。
- 方言でござりす

本人が過去に出演していた「COLORS」「en∞Voyage」からの継続コーナー。方言についての疑問に答えるコーナー。

## その他
- 2022年9月27日[4] - 2023年3月28日[5]の期間中は、ナイターオフ編成として当番組を再放送していた。(毎週火曜日21:00 - 21:45)